# Efim Borisovich Steinberg
Efim Borisovich Steinberg (en ruso Ефим Борисович Штейнберг), nacido el 30 de marzo de 1945, Moscú. Profesor de lengua rusa, especializado en educación extraescolar de adolescentes, dirige, desde 1967, el grupo de niños y adolescentes "Nadezhda" (Надежда -Esperanza) con sede en Moscú. Doctor en Ciencias Pedagógicas, Profesor Asociado. Trabajador honorario de la cultura de la Federación Rusa. Premio a la excelencia en la educación pública de la Federación Rusa. Trabajador honorario en el campo de la política de juventud de la Federación Rusa. Desde 1965, trabaja en el palacio de la creatividad de niños y jóvenes "Preobrazhensky" de la ciudad de Moscú (anteriormente Casa de los pioneros y escolares del distrito de Kuibyshev, Moscú). 

## Biografía
Nació el 30 de marzo de 1945 en Moscú. 
De 1952 a 1964 estudió en Cherkizovo. En las escuelas número 392 y número 379. 
Entre los años 1962 y 1963 trabajó como alumno consejero (старший вожатый) de la escuela número 379 de Moscú. 
En 1965 ingresó en la Facultad de Filología del Instituto Pedagógico Estatal Lenin de Moscú (actual Universidad Pedagógica Estatal de Moscú), luego de que fuera invitado a trabajar y dirigir la sede del pionero del distrito, se trasladó a la sucursal vespertina del Instituto Pedagógico Estatal de Moscú, del que se graduó en 1971. 
Paralelamente a la educación secundaria y superior, desarrollo estudios de teatro en el Palacio de la Cultura "Rusakov" en Sokolniki entre 1960 y 1970. Desde 1965, fue jefe del regional de la organización de Pioneros del distrito de Kuibyshev de Moscú, que más tarde se convirtió en la organización pública regional de niños "Destacamento Esperanza", esta organización infantil recibió el reconocimiento de "Colectivo ejemplar infantil" del Ministerio de Educación de la Federación Rusa ". 
Fue diputado de la cámara distrital de la región Preobrazhenskaya de Moscú en seis convocatorias (desde 1988).  Gracias a su trabajo como diputado, se completó la construcción de un nuevo Palacio de creatividad para niños en el Distrito Este de Moscú.
De 1992 a 2007 trabajó como profesor asociado en el Departamento de Pedagogía y Psicología de la Academia de Estudios Avanzados y Perfeccionamiento Profesional de los Trabajadores de la Educación.
En el 2000 defendió su tesis doctoral y se graduó como Phd en Ciencias Pedagógicas. En 2003 recibió el título académico de profesor asociado en el departamento de pedagogía y psicología.

## Actividad pedagógica
Desde 1965, dirige el actual "Destacamento Esperanza", organización pública distrital de niños y adolescentes. Bajo su dirección y con su método educativo se han formado más de 16.000 niños y adolescentes. 
Efim Steinberg es el autor del programa "Socialización de niños y adolescentes en el contexto formación interetarea", que fue galardonado en la competencia de sistemas educativos de instituciones educativas de Rusia. 
Desde 1975, Efim Steinberg organiza el Minuto de Silencio y la Guardia de Honor en la Llama Eterna en la fosa común de los defensores de Moscú en el Cementerio de la Transfiguración. Durante los años de funcionamiento de la Organización de Pioneros de la Unión Soviética, fue coordinador muchas paradas de pioneros en la Plaza Roja en la ciudad de Moscú. 
Efim Steinberg creó el primer equipo de agitación y propaganda de escolares rusos. Su equipo fue ganador en festivales de la creatividad artística escolar de la Unión Soviética y de Rusia. Desde 1966, diferentes generaciones de sus discípulos han ofrecido 1.200 conciertos en Rusia y los países de la Comunidad de Estados Independientes (CEI) para más de 200 mil espectadores. Es el creador y organizador de campañas solidarias como "Operación Mir" («oперация Мир»), "Operación Amigo" («операция Амиго»), del  juego invernal "Patrulla del Rey de las nieves" («Дозор снежного короля»), entre otras iniciativas; de las cuales participaron millones de escolares de la antigua Unión Soviética. 
La innovadora experiencia pedagógica de Efim Steinberg, no sólo es conocida en Rusia y los miembros de la CEI, sino también en muchos países. Sus conferencias y seminarios para profesores son siempre de gran interés y se basan en una rica experiencia práctica. Durante décadas, ha dirigido un seminario para maestros de Moscú y de las regiones de Rusia sobre el tema "Formación de un colectivo infantil". 
A Efim Steinberg se le conoce como desarrollador de innovaciones pedagógicas en la formación de colectivos de niños y adolescentes interetareos; y de otras muchas prácticas pedagógicas. 
E. Steinberg tiene una gran cantidad de publicaciones científicas en revistas educativas sobre los problemas de formación y socialización de los adolescentes. Con conferencias sobre los problemas en la formación de niños, viajó por muchas regiones de Rusia y fue invitado a conferencias y simposios científicos sobre educación en Bulgaria, Polonia, los Países Bajos, Chile y los Estados Unidos. Fue uno de los oradores en el Congreso de trabajadores de la educación pública de la Unión Soviética (1988).  
Acerca de Efim Borisovich Steinberg y su colectivo "Esperanza" (Надежда) se han desarrollado programas de televisión, escrito múltiples ensayos y artículos en revistas y diarios de Moscú.

## Enlaces
- Efim Borisovich sobre sí mismo
- Entrevista a Álvaro Toro Vega

- Datos: Q19909897
- Multimedia: Efim Steinberg / Q19909897